# رونکو (پنسیلوانیا)
رونکو (به انگلیسی: Ronco) یک منطقهٔ مسکونی در ایالات متحده آمریکا است که در شهرستان فایت، پنسیلوانیا واقع شده‌است. رونکو ۱٫۴۷ کیلومتر مربع مساحت و ۲۵۶ نفر جمعیت دارد و ۲۹۹٫۹۳ متر بالاتر از سطح دریا واقع شده‌است.